# Petrolina
Petrolina là một đô thị thuộc bang Pernambuco, Brasil. Đô thị này có diện tích 4558,54 km², dân số năm 2007 là 268339 người, mật độ 57 người/km².